# Henry Rankin Poore
Pour les articles homonymes, voir Poore.
Henry Rankin Poore, né le 21 mars 1859 à Newark dans le New Jersey et décédé le 15 août 1940 à Orange dans le même état aux États-Unis, est un peintre et un illustrateur américain, également connu pour ses écrits sur l'art, son activité de professeur et de conférencier et son travail de critique. Il est notamment connu pour ses peintures de paysages et d'animaux et pour ses illustrations en noir et blanc.

## Biographie
Henry Rankin Poore naît à Newark dans le New Jersey en 1859. Il passe son enfance en Californie puis suit les cours de l'université de Pennsylvanie dont il sort diplômé en 1883. Il bénéficie ensuite de cours privés donnés par le peintre irlandais Peter Moran (le frère du peintre Thomas Moran) puis s'inscrit à la Pennsylvania Academy of the Fine Arts ou il a pour professeur le peintre Thomas Eakins, avant de fréquenter l'Académie américaine des beaux-arts à New York. Il embarque ensuite à destination de l'Europe afin de suivre les cours de l'académie Julian, ou il a pour maîtres les peintres Évariste-Vital Luminais et William Bouguereau. Il vit un temps entre la France et les États-Unis.
Publié en 1887, le récit The Story of the American Indian: His Origin, Development, Decline, and Destiny de l'écrivain Elbridge Streeter Brooks (en) contient plusieurs de ces dessins. En 1888, il est élu à l'académie américaine des beaux-arts et est classé deuxième avec le tableau Foxhounds du prix Hallgarten (en) qui récompense la meilleure œuvre d'un peintre de moins de trente-cinq ans ayant exposé à l'académie au cours de l'année écoulée. Il expose le tableau The Night of Nativity lors du Salon des artistes français de 1889, tableau qui est récompensé par le grand prix de l'American Art Association la même année.
Au début des années 1890, il ouvre un studio à Philadelphie, qu'il partage avec l'illustrateur Joseph Pennell. Il réalise plusieurs voyages estivaux dans le Sud-Ouest du pays et visite notamment le Nouveau-Mexique en 1891, sous le parrainage du gouvernement américain et ce dans le but d'étudier les indiens Pueblos et de faire un rapport sur leurs conditions de vies. En 1893, il participe à l'exposition universelle de Chicago et séjourne en Angleterre ou il peint des scènes de chasse, dont les chiens de la reine Victoria lors d'une chasse à Ascot. En 1896, il épouse Katherine Stevens et s'installe à Orange dans le New Jersey. De 1896 à 1902, il enseigne et dirige la Chautauqua Institution (en) à New York.
En 1901, il répond favorablement à l'invitation de son ami Henry Ward Ranger et fréquente durant l'été ce qui deviendra la colonie artistique d'Old Lyme, en compagnie notamment des peintres Lewis Cohen, Louis Paul Dessar et William Henry Howe. La même année, il obtient une médaille de bronze lors de l'exposition Pan-américaine de Buffalo. En 1903, il publie l'essai Pictorial composition and the critical judgment of pictures; a handbook for students and lovers of art. En 1904, il devient professeur à la Pennsylvania Academy of the Fine Arts et obtient une médaille d'argent lors de l'exposition universelle de Saint-Louis dans le Missouri. En 1910, il obtient une médaille d'or lors de l'Exposición Internacional del Centenario (en) de Buenos Aires.
Membre du Philadelphia Sketch Club (en), du Philadelphia Art Club, du Lotos Club (en) et du Salmagundi Club au cours de sa carrière, il signe des années 1910 à la fin des années 1930 plusieurs essais sur l'art, le dessin et la peinture, son enseignement et sa critique. Il décède à Orange dans le New Jersey en 1940.
Ces œuvres sont notamment visibles ou conservées au musée d'Art d'Indianapolis, au Metropolitan Museum of Art de New York, au Smithsonian American Art Museum de Washington et au Florence Griswold Museum d'Old Lyme.

## Œuvres

### Peinture et dessin

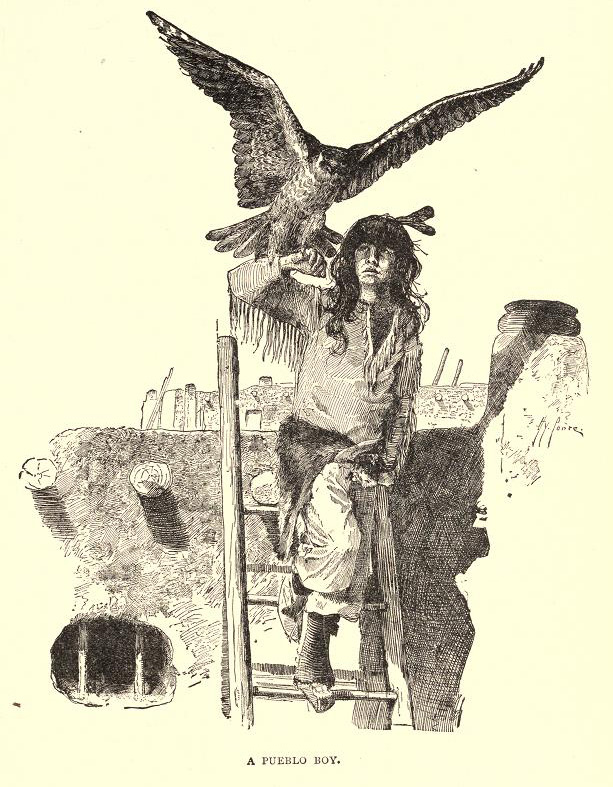
A Pueblo Boy, vers 1882
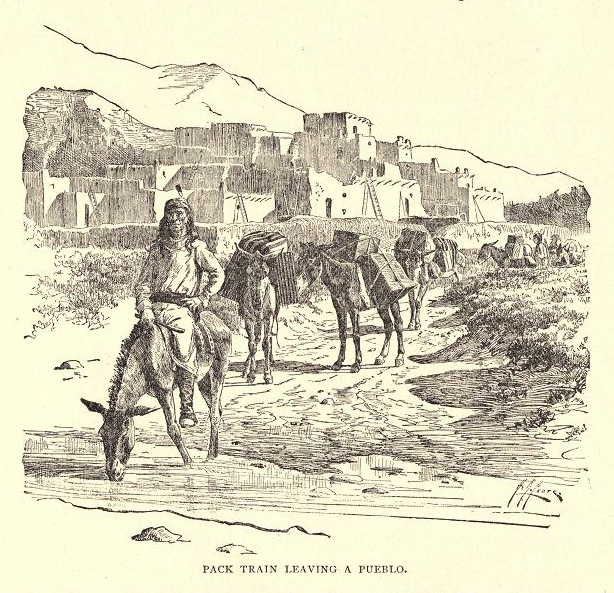
Pack Train Leaving a Pueblo, vers 1882
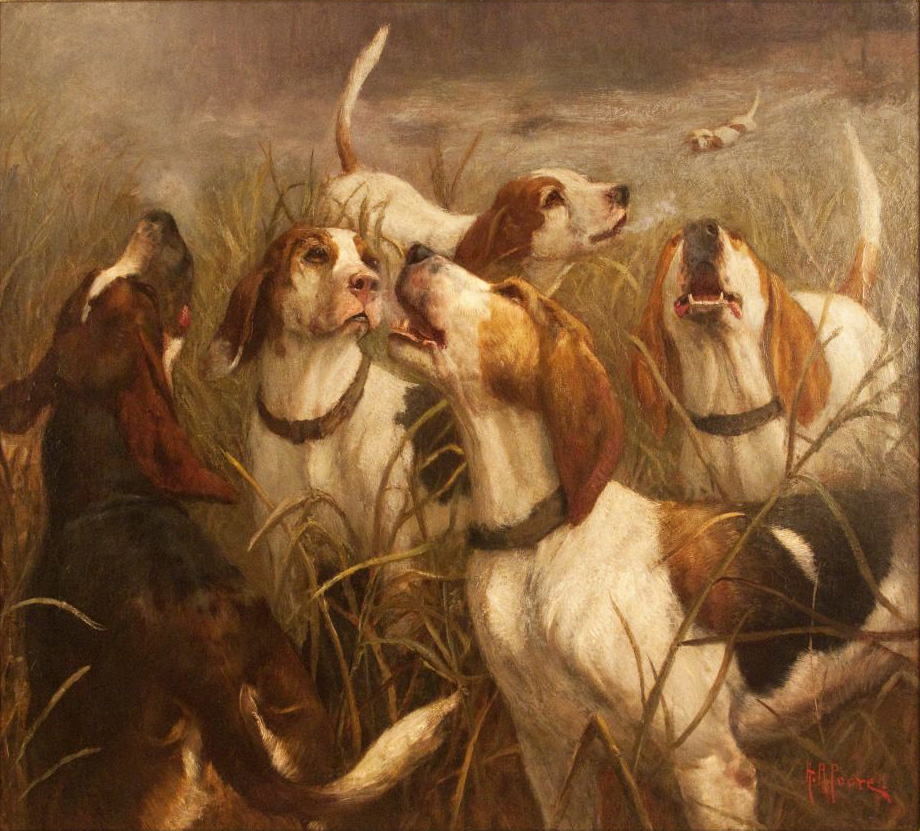
The Radnor Hunt Foxhounds, 1885
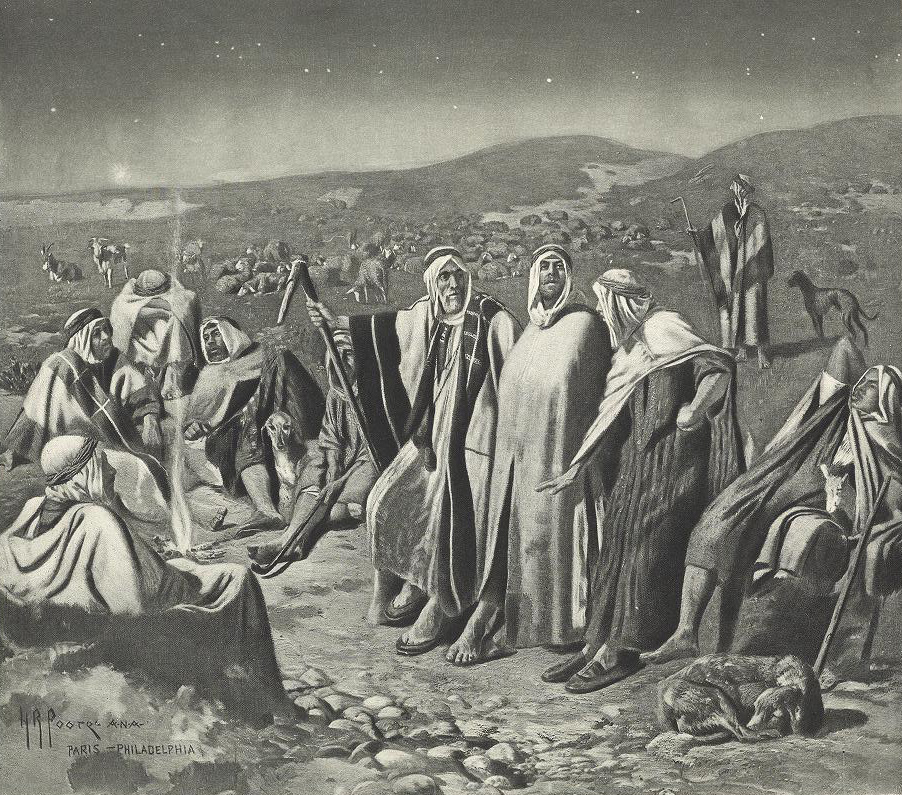
Gravure du tableau The Night of the Nativity (1889)
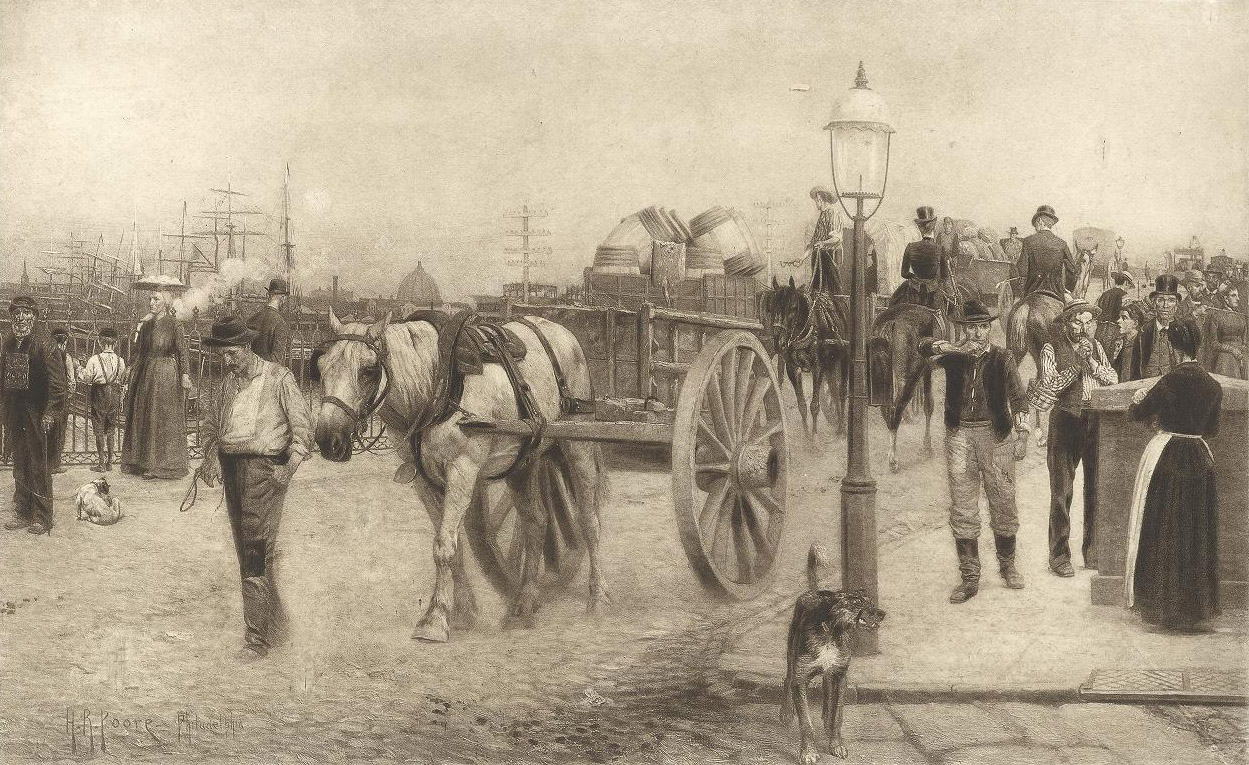
The Bridge—Close of a City Day, vers 1896
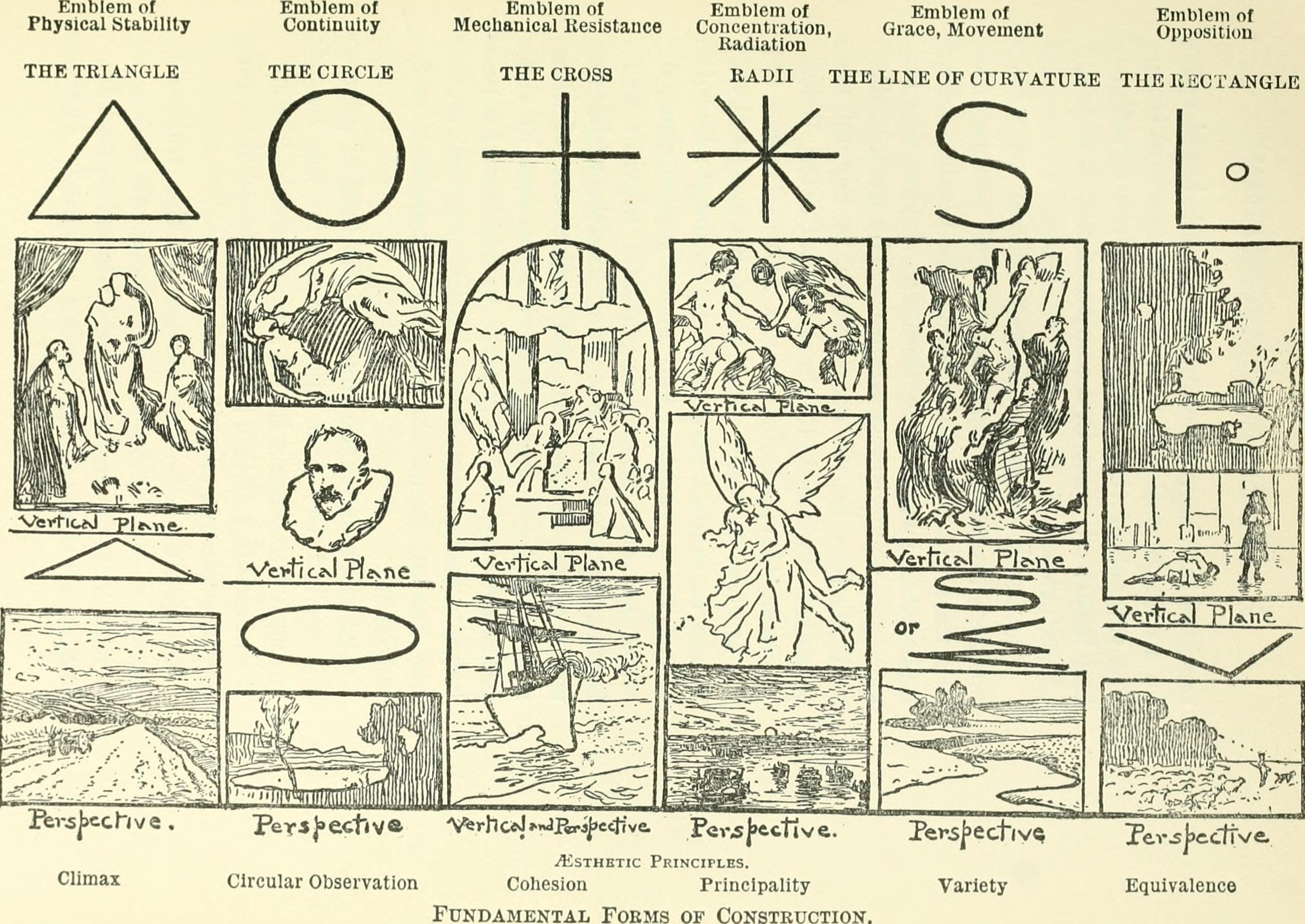
Illustration publié dans l'essai  Pictorial composition and the critical judgment of pictures; a handbook for students and lovers of art en 1903.

### Essais
- Pictorial Composition and the Critical Judgment of Pictures (Baker and Taylor, 1903)
- The New Tendency in Art (Doubleday, 1913)
- The Conception of Art (Putnam's, 1914)
- Art Principles in Practice (Putnam's, 1930)
- Modern Art: Why, What and How? (Knickerbocker Press, 1931)
- Thinking Straight on Modern Art (Putnam's, 1934)
- Art's Place in Education (Putnam's, 1937)